# Sentier des vins rouges de la vallée de l’Ahr

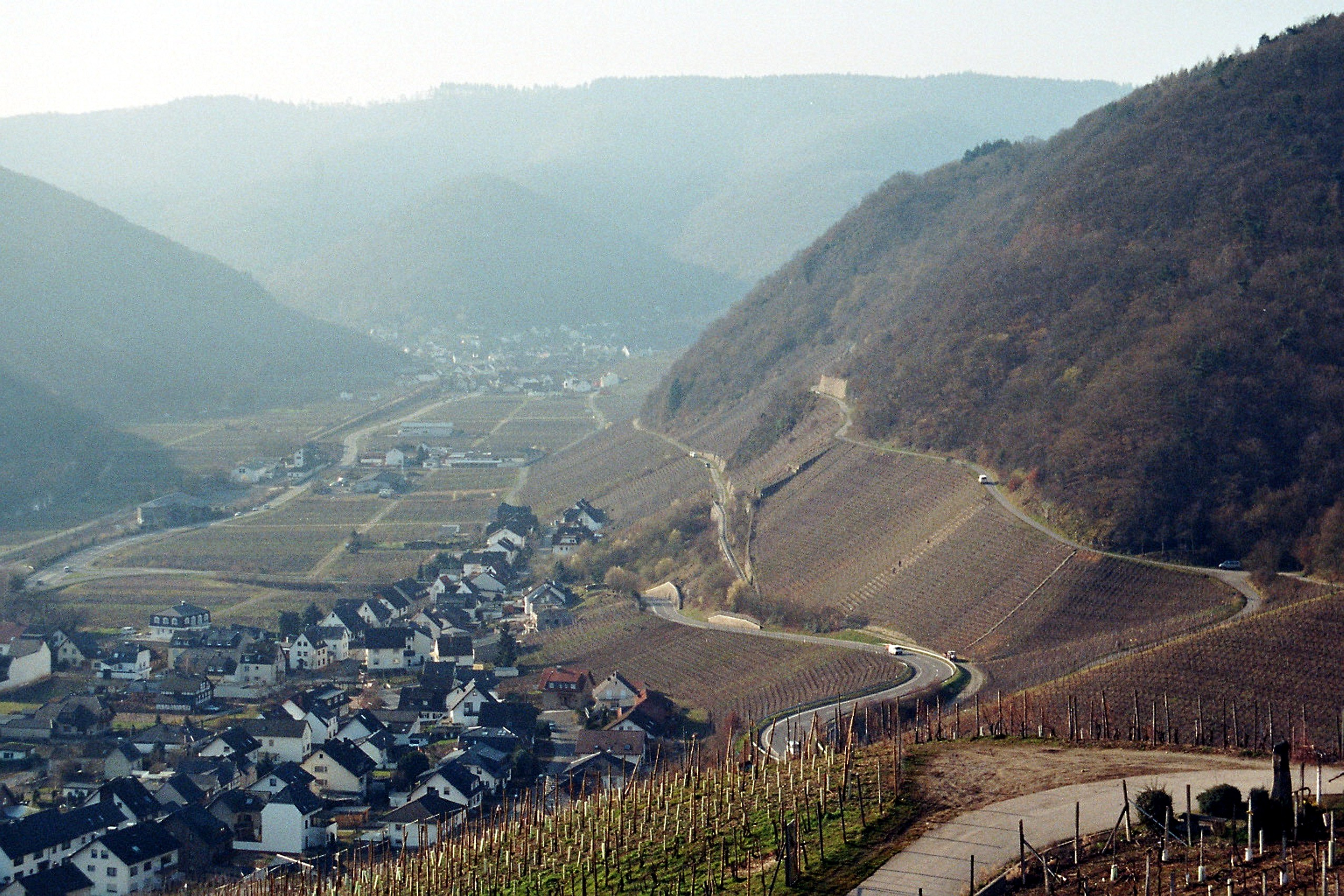
Sentier de randonnée Rotweinwanderweg pres de Dernau.

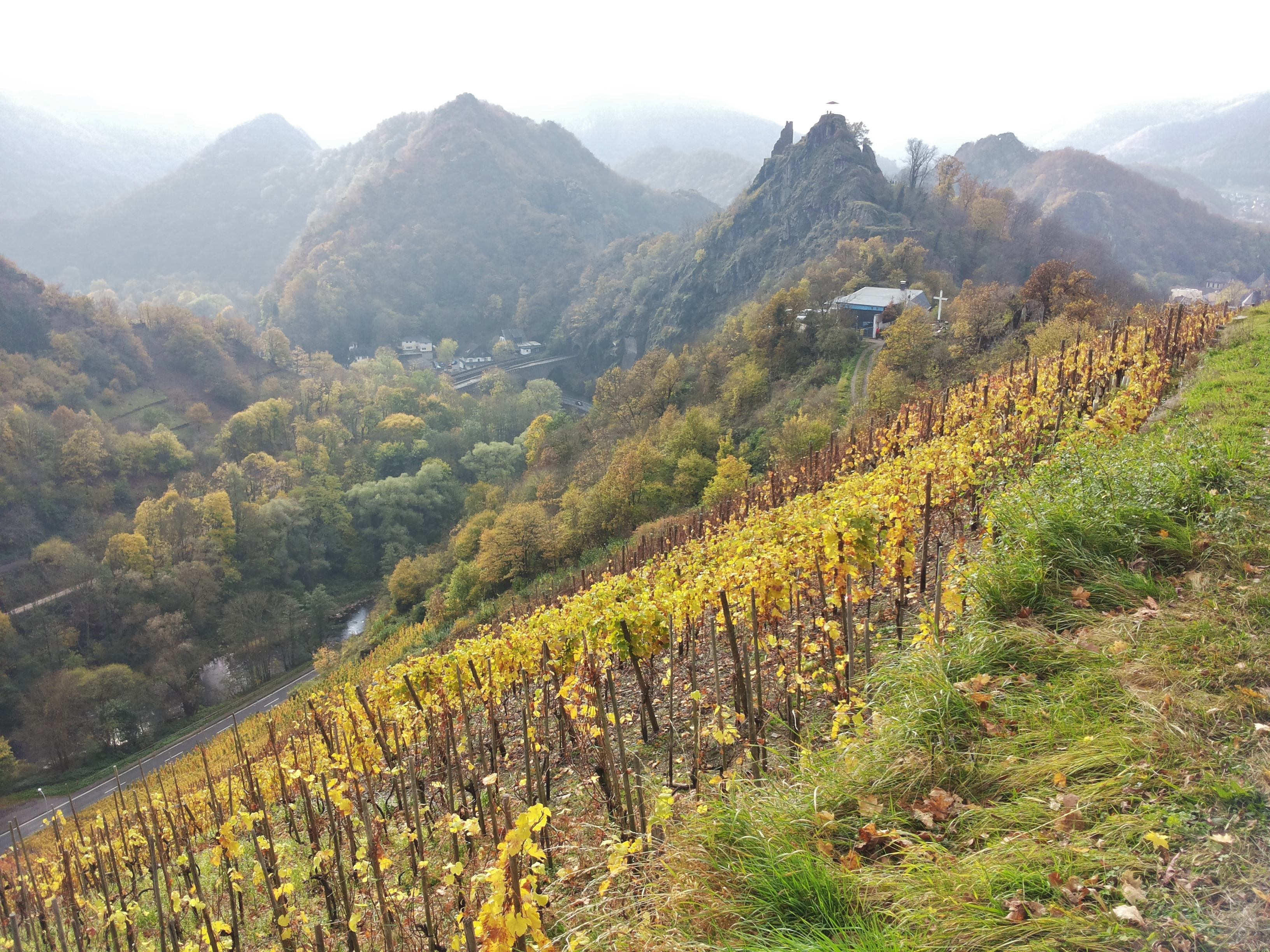
Les collines de l'Ahr pres de Altenahr.

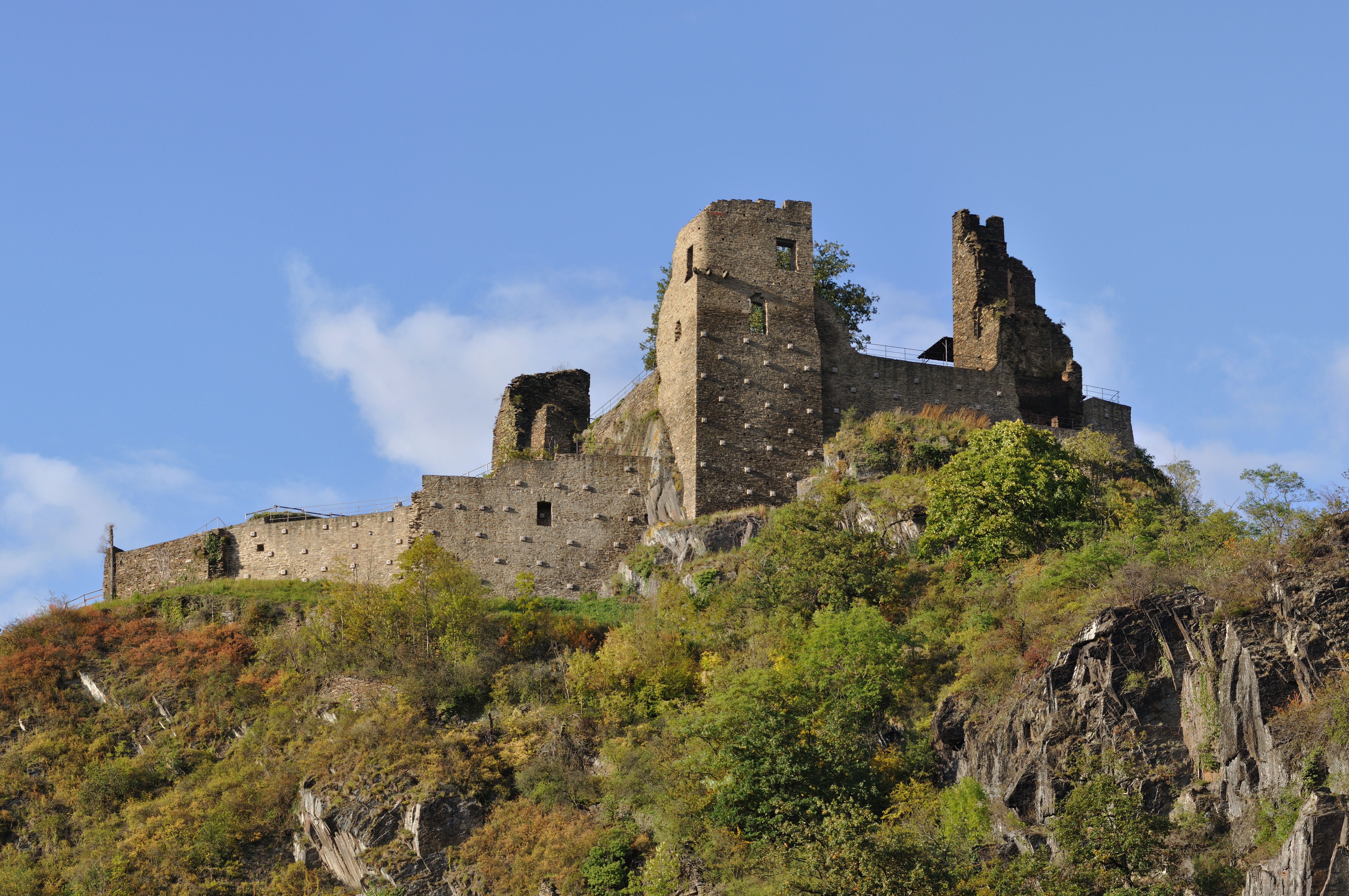
Restes du château fort Are au dessus de la localité de Altenahr.

Le sentier des vins rouges de la vallée de l’Ahr est un sentier de randonnée balisé, situé dans la vallée de l’Ahr, en Allemagne.

## Introduction
L'Ahr est une des plus petites régions viticoles d’Allemagne, ou, dit-on, la vigne est cultivée depuis les temps romains. Grâce aux pentes orientées vers le soleil, aux roches qui restituent la chaleur aux vignes durant la nuit, et à la protection climatique formée par le massif de l’Eifel, l’endroit est idéal pour des cépages rouges, tel que le pinot noir et le pinot noir précoce. C’est une spécificité viticole en Allemagne, car les autres vignobles du pays se concentrent généralement aux grappes blanches, tel que le Riesling.

## Création du sentier
Le sentier des vins rouges de la vallée de l’Ahr (en allemand : Rotweinwanderweg) fut aménagé dès 1972 pour relier les villages viticoles de la vallée pittoresque de l’Ahr depuis Bad Bodendorf jusqu’à la ruine du château fort Are (en), au-dessus de la localité de Altenahr. 
Le sentier fut créé par les autorités locales, avec l’aide des sections locales de l’association de randonnée du massif de l’Eifel (Eifelverein). Il est balisé avec un sigle représentant une grappe de raisins rouges.

## Tracé
Le chemin longe la rivière Ahr sur une longueur d’environ 36 km, divisé en étapes de 1,2 à 7,4 km entre les villages. En démarrant au château fort Are, le chemin conduit principalement vers les villages Mayschoss, Rech et Dernau, puis à l’ancienne abbaye de Marienthal. Vous passez ensuite par la formation rocheuse mythique Bunte Kuh (« la vache en couleur »), au-dessus de la localité de Walporzheim ; puis vient l’ancien bunker gouvernemental (en) qui fut creusé sur une longueur de 17,3 km dans la roche, au temps de la guerre froide. L’endroit se trouve à 25 km au sud de Bonn, l’ancienne capitale de la république fédérale d’Allemagne. Le sentier vous amène par la suite vers le musée de la villa romaine près de Ahrweiler, puis au site commémoratif Silberbergtunnel, un ancien tunnel ferroviaire dans la roche, qui servit d’abri à jusqu’à 2 500 personnes, durant les bombardements de la seconde guerre mondiale. Vous passez par le village de Heppingen pour atteindre la place de la gare de Bad Bodendorf, fin (ou début) du sentier officiel.

## Difficulté
La plus grande partie du sentier passe à travers les vignes sur les pentes au nord de la rivière (vignes orientées sud). Ce sont des chemins ruraux, souvent asphaltés, qu’utilisent les vignerons.  De ce fait il n’est pas nécessaire de disposer d’un équipement spécial de randonnée.

## Fréquentation
Le sentier des vins rouges de la vallée de l’Ahr est généralement très fréquenté pendant les weekends et durant divers événements, notamment en septembre et octobre (vendanges, fêtes des vignerons, courses à pied, feux d’artifice, etc.). Des sections peuvent être coupées du parcours à ces moments.